# Jürgen Molitor
Jürgen Molitor (* 1940/1941 in Osnabrück) ist ein deutscher Basketballfunktionär und ehemaliger -spieler.

## Laufbahn
Als Spieler lief Molitor für seinen Heimatverein VfL Osnabrück zu Beginn der 1960er Jahre in der Oberliga, der seinerzeit höchsten deutschen Spielklasse, auf.
Molitor war Geschäftsführer des Deutschen Basketball Bund (DBB). Als Abteilungsleiter Leistungssport leitete er beim DBB dann die Geschicke der Nationalmannschaften, in seine Amtszeit fielen unter anderem der Gewinn der Bronzemedaille bei der Universiade 1989 sowie der Europameistertitel 1993. Kurz nach dem EM-Gold endete seine Tätigkeit als Abteilungsleiter Leistungssport. Er bemängelte später die verpasste Möglichkeit, im Zuge der durch den Europameistertitel entstandenen Euphorie, den Basketball-Breitensport in Deutschland nachhaltig voranzubringen. Nach seinem Ausscheiden beim DBB war er Mitte der 1990er Jahre Manager des Bundesligisten Brandt Hagen.
2012 gründete er die Basketballsparte der TuSpo Bad Münder und kümmerte sich als Abteilungsleiter um den Aufbau, war als Trainer im Jugendbereich tätig und arbeitete dafür im Rahmen von Basketball-Arbeitsgemeinschaften eng mit Schulen zusammen.
1972 wurde er vom Niedersächsischen Basketballverband mit der Silbernen sowie 1983 mit der Goldenen Ehrennadel versehen. 2013 zeichnete der Deutsche Basketball Bund Molitor mit der Goldenen Ehrennadel aus.